# Parablennius verryckeni
Parablennius verryckeni är en fiskart som först beskrevs av Poll, 1959.  Parablennius verryckeni ingår i släktet Parablennius och familjen Blenniidae. Inga underarter finns listade i Catalogue of Life.